# 1593
1593. је била проста година.

## Догађаји

### Јун
- 22. јун — Аустријска војска је нанела тежак пораз Османском царству у бици код Сиска.

## Смрти

### Јануар
- 30. мај — Кристофер Марлоу, енглески песник

### Јун
- 22. јун — Хасан-паша Предојевић, османски војсковођа